# Titan 2.0
Titan 2.0 – silnik gier stworzony przez Stainless Steel Studios (SSSI) jako aktualizacja oryginalnego silnika Titan. Silnik stworzony został głównie do strategicznych gier czasu rzeczywistego i został sprzedany zanim Stainless Steel Studios zostało rozwiązane w 2005.

## Opis
Silnik zawiera wbudowany edytor scenariuszy, tryb gry wieloosobowej, sztuczną inteligencję i renderer grafiki trójwymiarowej. Silnik został zaprezentowany w maju 2004. Ostatnią grą SSSI, używająca tego silnika była gra Rise and Fall: Civilizations at War. Od czasu zamknięcia studia SSSI, oficjalna strona silnika zniknęła z Sieci.

## Cena i zakup
Po wydaniu oświadczenia silnik został zakupiony przez Tilted Mill Entertainment. Silnik był dostępny do kupienia dla każdego za cenę 250 000 dolarów w czasie premiery.

## Gry korzystające z silnika Titan 2.0
- Immortal Cities: Children of the Nile (listopad 2004) Tilted Mill Entertainment.
- Rise and Fall: Civilizations at War (czerwiec 2006) Midway.
- Caesar IV (wrzesień 2006) Tilted Mill Entertainment.